# El Hundimiento de la Casa Usher
El hundimiento de la Casa Usher (Revenge in the House of Usher o Revolt of the House of Usher en sus versiones internacionales) es una película de terror estrenada en 1983 dirigida por Jesús Franco. La cinta es una adaptación del cuento de terror homónimo escrito por Edgar Allan Poe pero obtuvo el rechazo generalizado de crítica y público durante su estreno comercial.

## Trama
El doctor Alan Harker recibe una invitación para visitar el antiguo castillo propiedad de su antiguo profesor en la Universidad de Praga Eric Usher. Usher, último miembro de una estirpe legendaria, reside en angustia y casi completamente en soledad junto a su ama de llaves Helen.
El profesor le comunica a Harker que tras la muerte de su hija Melissa, sucedida años atrás, desarrolló un medio para reanimarla usando la sangre de prostitutas. A lo largo de muchos años Usher, ayudado por su asistente Morpho, han secuestrado y matado a muchas mujeres jóvenes con el objeto de mantener viva a Melissa. Pero cuando Harker conoce al doctor Seward, que es el médico que está tratando a Eric Usher, descubre que realmente su anfitrión únicamente vive de ilusiones y ha perdido el contacto con la realidad. Sin embargo Alan se verá envuelto en la espiral de locura que parece atenazar a su anfitrión.

## Reparto
- Howard Vernon - Eric Usher
- Antonio Mayans - Alan Harker
- Lina Romay - María
- Fata Morgana - Edmunda
- Ana Galán - Ana
- Antonio Marín - Matías
- Daniel White - Dr. Seward
- José Llamas - Adrien

## Recepción
El hundimiento de la Casa Usher obtiene pobres valoraciones en los portales y webs de información cinematográfica. En FilmAffinity la película obtiene una valoración de 4,8 sobre 10 con 25 valoraciones. Los usuarios de RottenTomatoes le otorgan una puntuación de 1,7 sobre 5 con 76 valoraciones. En IMDb obtiene una puntuación de 3,3 sobre 10 con 351 valoraciones.

"Revenge in the House of Usher es una disculpa del director. En el fondo es una nueva versión de su primer gran éxito, el innovador y altamente influyente El Secreto del Dr. Orloff. En esa película Orloff era un superhombre Sadeano, perverso y transgresor, que se deleitaba con horror en la usurpación sangrienta de los valores tradicionales. Aquí, transformado en el Dr. Usher, se ve reducido a un anciano confuso y aturdido, atormentado por las imágenes de las mujeres que ha sacrificado a su espantosa moralidad."
Crítica de mido505 en IMDB 

Diego Galán, en la edición del 24 de marzo de 1983 del diario El País con motivo de su pase en el Festival Internacional de Madrid de cine imaginario y de ciencia ficción, reseñó la pobre acogida que generó la proyección de la película.

"La carrera de Franco no ha podido ser seguida, efectivamente, desde España ya que gran parte de sus últimos títulos (los eróticos firmados a veces con otro pseudónimo: Clifford Brown) fueron bloqueados por la censura o los distribuidores. Su viejo cine de terror, que sí pudimos ver, no es recordable, sin embargo, desde las películas que realiza últimamente, de las que El hundimiento de la casa Usher, es una clara muestra"
Diego Galán 